# Hootenanny Singers
A Hootenanny Singers egy svéd folkzenét játszó együttes volt, melyet 1961-ben alapítottak. A csapatban játszott Björn Ulvaeus is, aki később az ABBA egyik alapító tagja is volt. A zenekar többi tagja Johan Karlberg, Tony Rooth és Hansi Shwarz voltak. A csapat neve "The Northern Lights" volt egy amerikai LP megjelenésen 1966-ban.
1964-ben Hylands Hörna svéd televíziós műsorában debütáltak Dan Andersson "Jag väntar vid min mila" című dalával. Ugyanebben az évben a Gabrielle című dallal nemzetközileg is elismert lett az együttes, és megjelent svéd, német, finn, olasz, holland és angol nyelven is.
Az együttes Svédországban számos szabadtéri koncerten fellépett, és a Svensktoppen slágerlistán számos helyezést értek el. Legnagyobb slágerük a  "Omkring tiggarn från Luossa" volt, mely 1972. november 26. - és 1973. november 18. között 52. hétig volt slágerlistás helyezés. Johan Karlberg a 60-as évek végén távozott a zenekarból, hogy átvegye apja üzletét, majd 1992-ben meghalt. Hansi Schwarz évek óta a Västervik népi fesztivál vezetője volt, amikor 2013-ban meghalt. A zenekarból csupán Tonny Rooths és Björn Ulvaeus maradt. A På tre man hand című album néhány dalát, mely eredetileg 1969-ben jelent meg, Björn szólójaként jelentettek meg.

## Diszkográfia[1]

### Albumok
- 1964: Hootenanny Singers
- 1964: Hootenanny Singers (2nd Album)
- 1965: Hootenanny Singers Sjunger Evert Taube
- 1965: International
- 1966: Many Faces/Många Ansikten
- 1967: Civila
- 1967: Bästa
- 1968: 5 År
- 1968: Bellman På Vårt Sätt
- 1969: De Bäste Med Hootenanny Singers & Björn Ulvaeus
- 1969: På Tre Man Hand
- 1970: Skillingtryck
- 1971: Våra Vackraste Visor
- 1972: Våra Vackraste Visor Vol. 2
- 1973: Dan Andersson På Vårt Sätt
- 1974: Evert Taube På Vårt Sätt

### Válogatás albumok
- 1995: Svenska Favoriter

### EP-k
- 1964: "Jag Väntar Vid Min Mila/Ann-Margret/Ingen Enda Höst/Ave Maria No Morro"
- 1964: "En Mor/Körsbar Utan Kärnor/Gabrielle/I Lunden Gröna"
- 1964: "Lincolnvisan/Hem Igen/Godnattsaga/This Is Your Land"
- 1965: "Britta/Solola/Eh Hattespeleman/Telegrafisten Anton Hanssons Vals"
- 1965: "Björkens Visa/En Festlig Dag/Vildandens Klagan/Finns Det Liv Så Finns Det Hopp"
- 1966: "Vid Roines Strand/Marianne/En Man Och En Kvinna/Vid En Biväg Till En Byväg Bor Den Blonda Beatrice"
- 1967: "Blomman/En sång en gång för längese'n/Det Ar Skönt Att Vara Hemma Igen/Tänk Dej De' Att Du Och Jag Var Me'"
- 1967: "Mårten Gås/Början Till Slutet/Marie Christina/Adjö Farval"

### Kislemezek
- 1964: "Jag Väntar Vid Min Mila" (I'm Waiting at the Charcoal Kiln) / "Ann-Margret"
- 1964: "Darlin'" / "Bonnie Ship the Diamond"
- 1965: "Den Gyllene Fregatt" / "Där Skall Jag Bo"
- 1965: "Britta" / "Den Sköna Helen"
- 1965: "Solola" / "Björkens Visa"
- 1965: "Den Sköna Helen" / "Björkens Visa"
- 1966: "No Time" / "Time To Move Along"
- 1966: "Marianne" / "Vid En Biväg Bor Den Blonda Beatrice"
- 1966: "Baby, Those Are The Rules" / "Through Darkness Lights"
- 1967: "En sång en gång för längese'n" (Swedish version of Green, Green Grass of Home) / "Det Är Skönt Att Vara Hemma Igen"
- 1967: "Blomman" / "En Man Och En Kvinna'
- 1967: "En Gång är Igen Gång" / "Du Eller Ingen"
- 1967: "Mrs O'Grady" / "The Fugitive"
- 1967: "Början Till Slutet" / "Adjö Farväl"
- 1968: "Så Länge Du Älskar Är Du Ung" / "Vilken Lycka Att Hålla Dej I Hand"
- 1968: "Mårten Gås" / "Du Ska Bara Tro På Hälften"
- 1968: "Måltidssång" / "Till Fader Berg Rörande Fiolen"
- 1968: "Elenore" / "Fåfängans Marknad"
- 1969: "Den Som Lever Får Se" / "Så Länge Jag Lever"
- 1969: "Om Jag Kunde Skriva En Visa" / "Casanova"
- 1969: "Vinden Sjunger Samma Sång" / "Hem Till De Mina"
- 1970: "Ring Ring, Här är Svensktoppsjuryn" / "Lev Som Du Lär"
- 1970: "I Följ Så Gick Jag Med Herrarna I Hagen" / "Älvsborgsvisan"
- 1970: "Rose Marie" / "Elin Och Herremännen"
- 1970: "En Visa Vill Jag Sjunga Som Handlar Om Min Lilla Vän" / "Spelmansvisa"
- 1971: "Aldrig Mer" / "Lilla Vackra Anna"
- 1971: "Hjärtats Saga" / "Jungman Jansson"
- 1971: "Tess Lördan" / "Rosen Och Fjärilen"
- 1972: "Tiden" / "Ida & Frida & Anne-Marie"
- 1972: "Där Björkarna Susa" (Where the Birches Sough) / "Calle Schewens Vals"
- 1973: "Om Aftonen" / "Till Min Syster"
- 1974: "Brittisk Ballad" / "Ingrid Dardels Polska"
- 1975: "Sjösala Vals" / "Vals I Valparaiso"
- 1975: "Linnea" / "Fritiof Anderssons Paradmarsch"

## Külső hivatkozások
- Hallgasd meg a Gabrielle című dalt a YouTubeon angol nyelven [2]
- Megjelenések a discogs oldalán [3]